# Pépé (chanson)
Pour les articles homonymes, voir Pépé.
Pépé est une chanson de Dalida sortie en 1961. La chanson s'est classée à la 7e position du classement des ventes en France, 6e en Flandre, 34e au Québec 3e en Allemagne, 3e en Espagne, 10e aux Pays-Bas et 1re en Autriche.